# Fukuititan
Fukuititan („ještěr z Fukui“) je rod titanosaurního sauropodního dinosaura, žijícího v období spodní křídy (věk barrem, asi před 130 až 125 miliony let) na území dnešního Japonska.

## Popis
Typový druh F. nipponensis byl popsán paleontology J. Azumou a M. Šibatou v roce 2010 a je jedním z několika rodů neptačích dinosaurů, dosud popsaných z Japonska. Je významným objevem, protože zlepšuje povědomí vědecké veřejnosti o japonských sauropodech a dinosaurech obecně. Tělesné rozměry tohoto sauropoda nelze na základě dostupných fosilních pozůstatků přesněji odhadnout. Mohl však vážit zhruba 10 tun, tedy jako dva sloni afričtí.

## Paleoekologie
V sedimentech skupiny Tetori byly objeveny také velké zuby dravého teropodního dinosaura, který mohl mláďata těchto dinosaurů aktivně lovit.